# LinuxTag

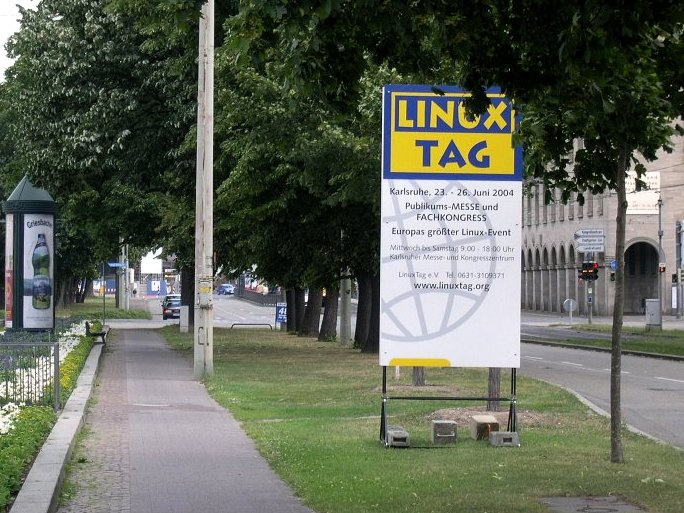
Banner do LinuxTag 2004 em uma estrada

LinuxTag (alemão para "Dia do Linux") é uma exposição de software livre com ênfase em Linux (mas também no sistema operacional BSD), realizada a cada verão, na Alemanha. É um evento relativamente grande, alegando ser a maior exposição deste tipo na Europa, atraindo visitantes de vários países.
O LinuxTag tem sido também um patrocinador de outros vários projetos, nomeadamente de Knoppix, um Linux Live CD. Knoppix é frequentemente utilizado para comparar um software rodando em Linux com um computador configurado com outro sistema operacional (normalmente o Microsoft Windows ou Mac OS X).
O evento é patrocinado por várias empresas associadas e de TI, pelo menos em algumas de suas iterações, pelo Governo alemão. 